# Antoine Dénériaz
Antoine Dénériaz (n. 6 martie 1976, Bonneville, Rhône-Alpes, Franța) este un schior alpin ce a reprezentat Franța, medaliat olimpic. A participat la 2 ediții ale Jocurilor Olimpice (2002, 2006) în care a câștigat o medalie de aur.